# وای‌گیگ

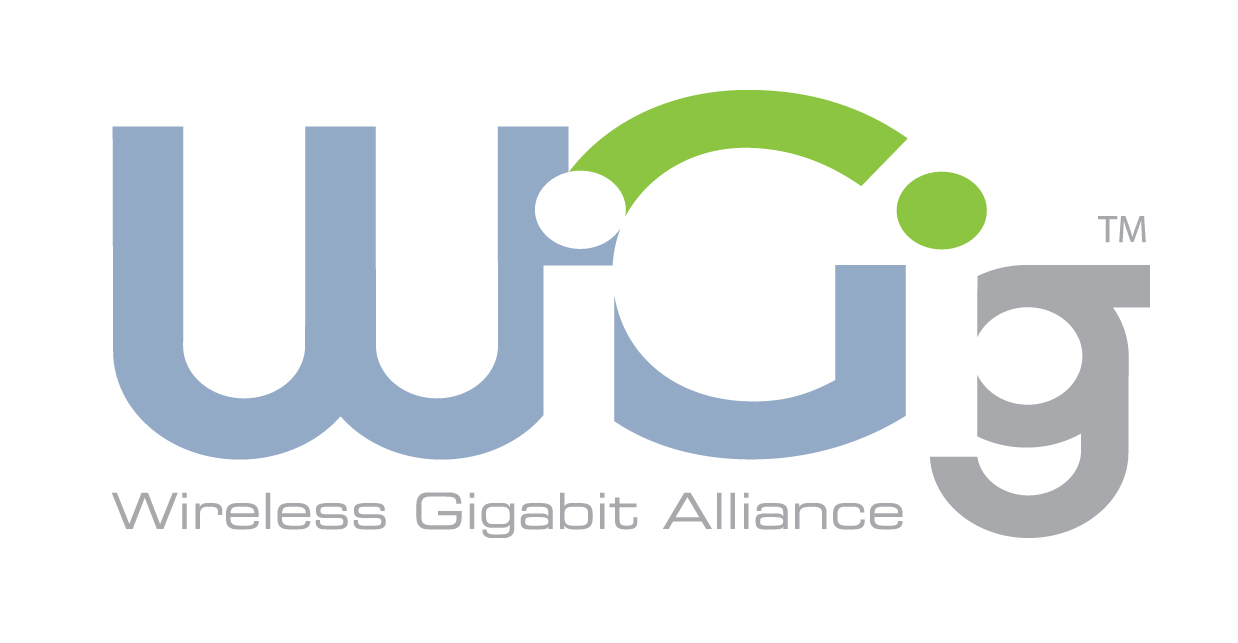
لوگو معاهدهٔ WiGig

فناوری وای‌گیگ شبکه برد کوتاه وای فای 60GHZ است.

## دلیل ایجاد این فناوری
اکثر استانداردهای وایرلس اعم از وای‌فای یا IEEE 802ها همگی بر روی موج ۲٫۴ و ۵ گیگاهرتز هستند. دو مشکل اساسی در این دو باند هست؛ مثلاً این باندها به شدت اشغال شده‌اند؛ یعنی تعداد دستگاه‌هایی که در این باندها کار می‌کنند به طرز سرسام آوری زیاد شده‌اند و این کار مهندسان را از جهت اختلالات رادیویی سخت می‌کند.
دلیل دوم محدودیت پهنای باند هست. اما در ۶۰ گیگاهرتز هیچ‌کدام از این دو مشکل نیست، باند ۶۰ گیگاهرتز باند بسیار تمیزی است؛ و به علاوه چون تلفات اکسیژن و همین‌طور تلفات خود امواج الکترومغناطیسی در این باند بیشتر هست. کلاً این امواج برد زیادی ندارند و با عث می‌شود که فرصت بی نظیری باشه تا بشود سری جدیدی از دستگاه‌های وایرلس رو ارائه کرد.
علاوه بر این پهنای باند زیادی رو در اون باند در اختیار هست؛ مثلاً هر کانال در این باند ۲٫۱۴ گیگاهرتز پهنای باند دارد. این یعنی به سادگی می‌شود سیگنالی با سرعت ۵ گیگا بیت بر ثانیه را انتقال داد. اینها مهم‌ترین عواملی بود که تکنولوژی رو به سمت ۶۰ گیگاهرتز سوق داده؛ و استانداردی تحت عنوان «وای -گیگ» رو ارائه کرده. «وای-گیگ» در واقع متمم و متحد «وای-فای» هست.

## اعضاء
ازجمله شرکت‌های مشارکت‌کننده عبارتند از:
- ای‌ام‌دی
- اپل
- برودکام
- سیسکو سیستمز
- دل
- هواوی
- اینتل
- مارول تکنولوژی گروپ
- مدیاتک
- مایکروسافت
- ان‌ای‌سی
- نوکیا
- انویدیا
- پاناسونیک
- سونی
- سامسونگ
- توشیبا
- Wilocity

## میزان برد
برد مؤثر در تکنولوژی تعریف شده حدود ۱۰ متر است.

## دلیل میزان این برد
در استاندارد وای-گیگ با سیگنال‌های ویدیوئی اچ-دی وجود دارد که به صورت وایرلس روی صفحه به نمایش درآید. معمولاً برد اینگونه وسایل بیش از ۱۰ متر نیست. به طور مثال استریم، اینکه بتوان محتوای تبلت را که صفحه کوچک هست را روی یک صفحه اسکرین (مثلاً تلویزیون) نمایش بدین. یا مثلاً برای بازی‌ها بتوان با سرعت زیاد اطلاعات را بین دو دستگاه که نزدیک به هم بازی می‌شود را رد و بدل کنید.
مفهومی در حال مطرح شدن است به نام «کیوسک‌های الکترونیکی» مثلاً می‌شود توسط آن فیلم کرایه کنید؛ که در همه این موارد در فاصله کوتاه سرعت خیلی زیاد لازم است. علاوه بر این داک‌های کامپیوتری و همچنین تبلت هم از کاربردهای دیگر این تکنولوژی می‌تواند باشد. در ضمن فراموش نکنید که این فناوری نو پا هست زمانیکه این فناوری همه گیر شود امکانات و کارکرد آن هم ارائه می‌شود.

## تفاوت سرعت با وای فای
سرعت این استاندارد نزدیک ۳٫۵ گیگا بیت بر ثانیه خواهد بود. حدود ۷–۸ برابر سرعت فعلی وای-فای.

## مکان استفاده از وای گیگ
همانند وای-فای در بسیاری از وسایل همراه (تبلت، تلفن همراه و...) یا تهیه آن به صورت USB و استفاده در pcها یا سایر دستگاه‌ها